# Toni Williams
Toni Williams, również Tony Williams (ur. 1938/1939, zm. 1 października 2016) – nowozelandzki piosenkarz pochodzący z Wysp Cooka.

## Życiorys
Urodził się na wyspie Rarotonga, zaś w wieku 11 lat przeniósł się do Auckland w Nowej Zelandii. W młodości doznał poważnego urazu stawu biodrowego w trakcie gry w piłkę i przez 13 miesięcy był hospitalizowany. W trakcie rehabilitacji zainteresował się muzyką (zaczął grać na gitarze i śpiewać). W 1956 założyłem grupę Housewarmers, przemianowaną w 1958  na Toni Williams & The Tremellos. Toni Williams koncertował również solowo. W 1972 jego singiel Tellabou nominowany był do APRA Awards przyznawanej przez Australasian Performing Right Association. Był kawalerem New Zealand Order of Merit. Zmarł 1 października 2016 w Christchurch.